# Пам'ятник Олександрові II (Гельсінкі)
Пам'ятник Олександрові II в Гельсінкі (фін. Aleksanteri II:n patsas, швед. Statyn över Alexander II, рос. Памятник Александру ІІ) — скульптура на честь російського імператора і Великого князя Фінляндського Олександра II, встановлена на Сенатській площі в Гельсінкі — столиці Фінляндії 29 квітня 1894 року.

## Олександр II в історії Фінляндії

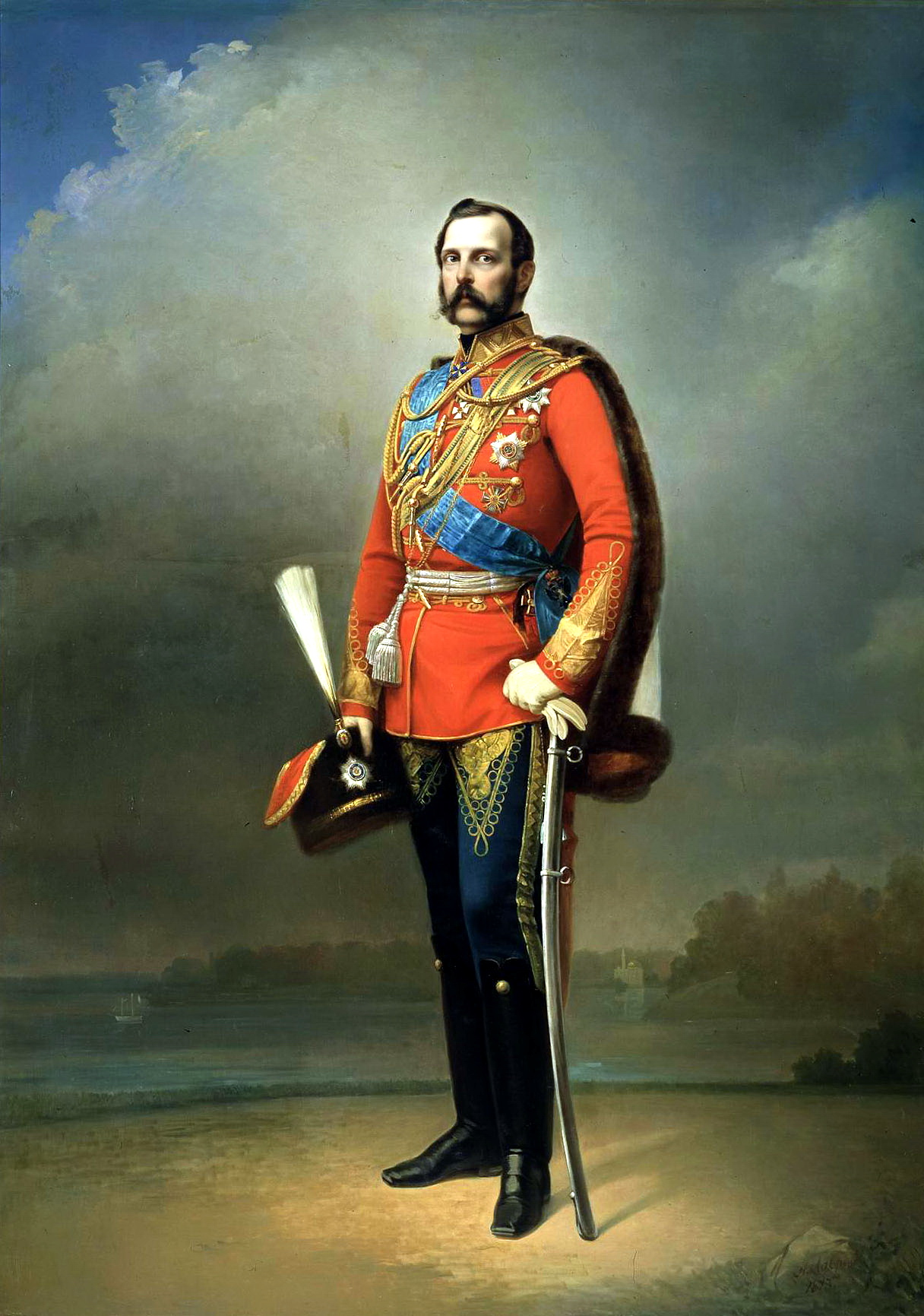
Російський імператор та Великий князь Фінляндський Олександр II. Робота Миколи Лаврова

Олександр II був імператором Росії впродовж 1855—1881 років і третім російським монархом (після дядька Олександра I та батька Миколи I), у титулатурі якого також значилося почесне звання Великого князя Фінляндського. Завдяки доволі приязним відносинам із лідером фіноманського руху Юганом Снельманом і особистому сприянню у відновленні роботи чотиристанового Сейму (1863), деякі історики вважають Олександра II одним із «батьків-співзасновників» фінляндського парламентаризму. Окремою заслугою цих обох осіб є підготовка і видання царського указу про зрівняння прав фінської та шведської мов у Фінляндії (1876).
1 березня 1881 року рух «Народна воля» організував та провів терористичний акт у Санкт-Петербурзі, внаслідок якого Олександр II був убитий.

## Проєкт пам'ятника
1882 року парламент Фінляндії ухвалив рішення вшанувати пам'ять вбитого імператора. Було вирішено встановити Олександрові II пам'ятник на Сенатській площі — головній площі столиці Фінляндії — міста Гельсінкі.
На реалізацію проєкту було виділено 280 тисяч фінських марок, з яких 240 тисяч — добровільні пожертви від народу Фінляндії.
У січні 1884 року Сейм Фінляндії оголосив про початок конкурсу на найкращий проєкт пам'ятника Олександрові II. Всі роботи мали бути подані до правління Банку Фінляндії до кінця вересня того ж року. Авторові найкращого проєкту планували виплатити 2000 марок, а авторові іншого, проте затвердженого проєкту — 1200 марок.
Власні проєкти пам'ятника подали п'ятеро скульпторів: Карл Енеас Ш'єстранд, Валтер Рунеберг, Йоганнес Таканен, Роберт Стіґель та Вілле Вальгрен.
Для вибору найкращого проєкту було скликано комісію в складі 15 осіб. Вони засідали протягом 18 днів. В результаті у жовтні 1884 року найкращим було визнано проєкт Таканена, якому видали перший приз (2000 марок); другий приз у 1200 марок видали Рунебергові. Обоє скульпторів на той час жили і працювали за кордоном: Таканен — у Римі, Рунеберг — в Парижі.

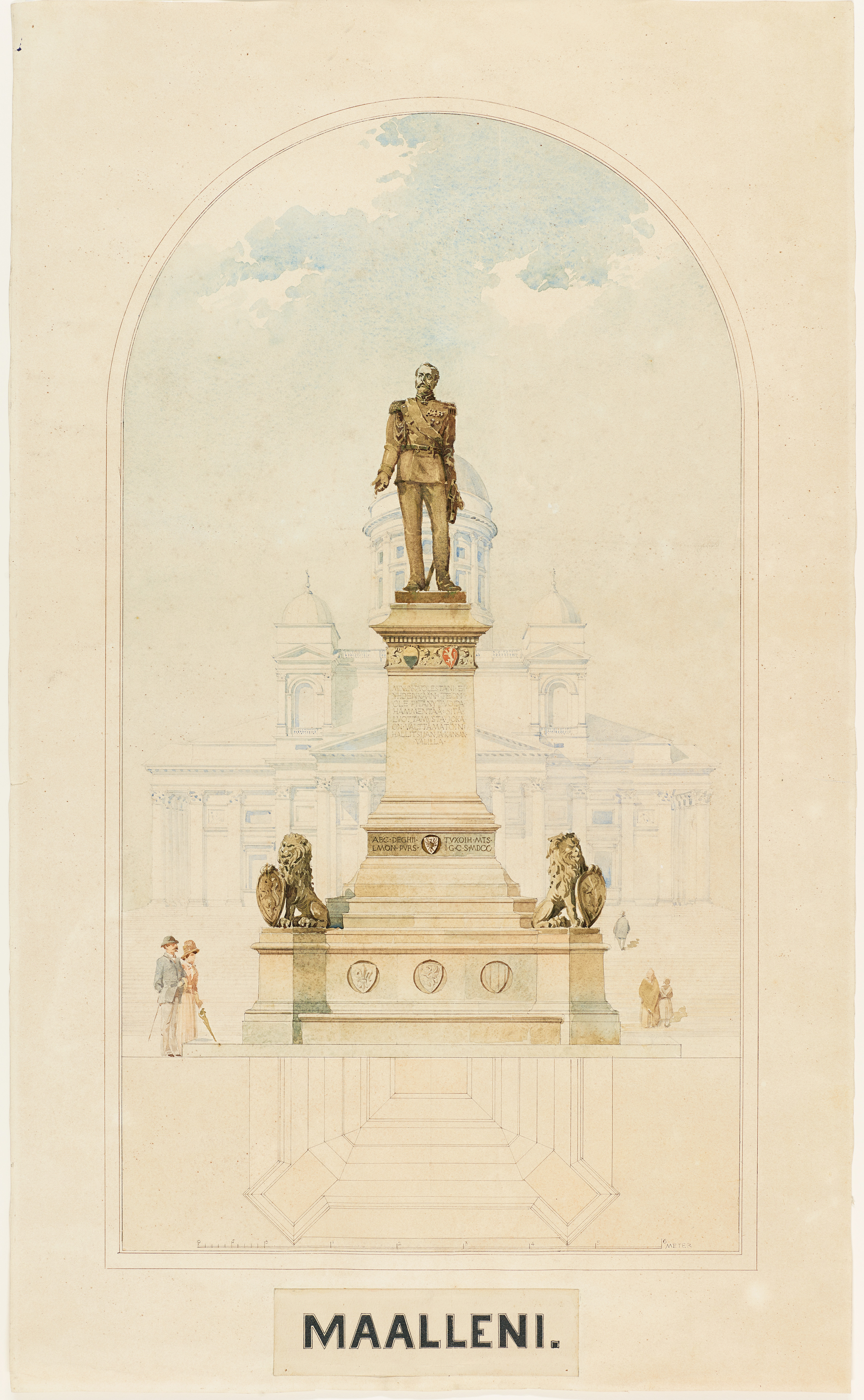
Проєкт Йоганнеса Таканена: імператор на постаменті та чотири леви зі щитами під ним
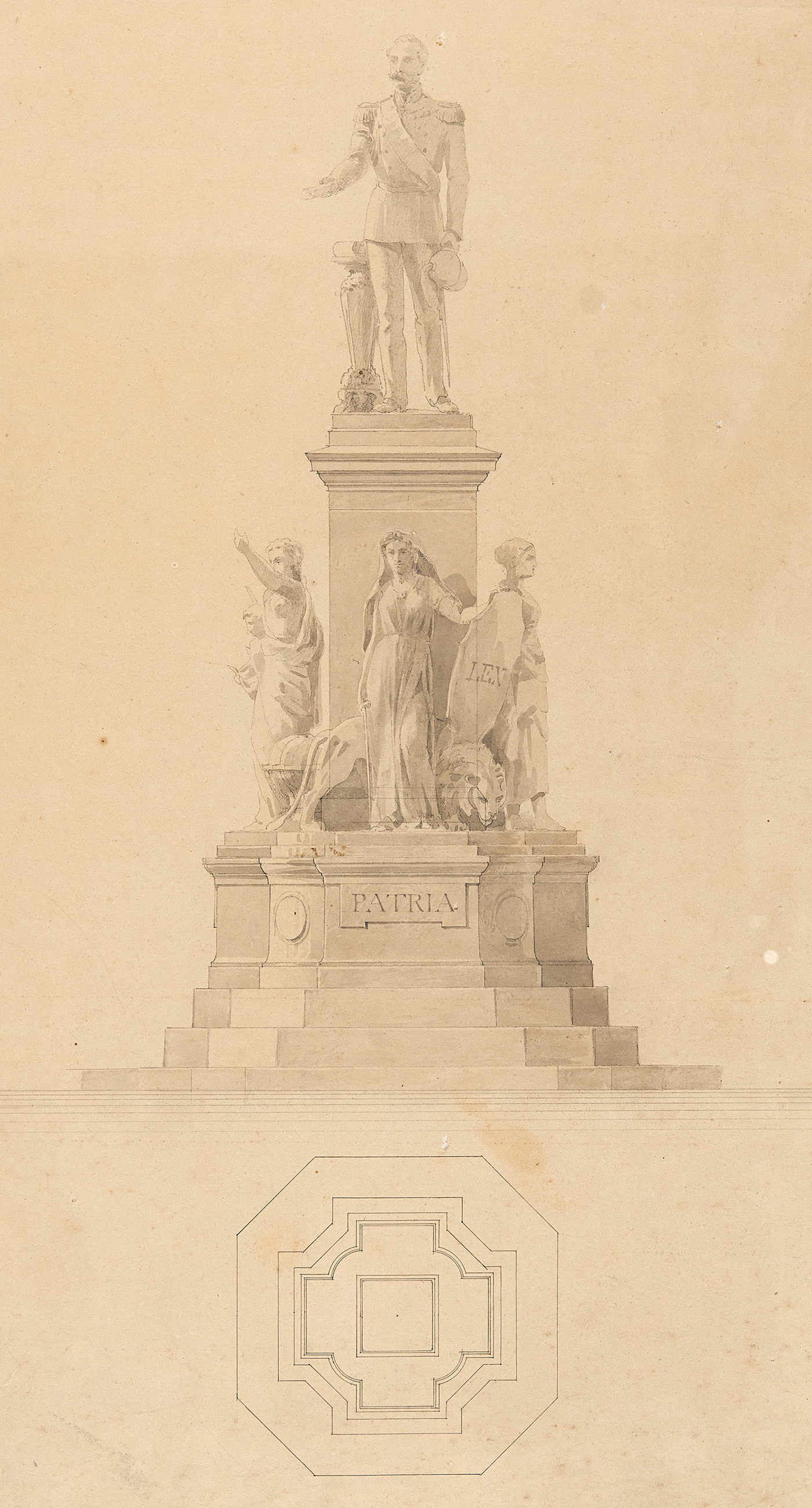
Проєкт Валтера Рунеберга: імператор на постаменті та чотири алегорії - Закон, Мир, Просвіта та Праця - під ним

Водночас комісія голосами трьох із чотирьох верств (проти виступили селяни) вирішила, що монумент, який встановлять на центральній площі Гельсінкі, має бути зроблений на основі проєктів обох скульпторів.
30 вересня 1885 року Йоганнес Таканен помер у Римі.
Кінцевий проєкт пам'ятника був зроблений таким чином, що фігуру імператора Олександра II вилили на основі пропозиції померлого Таканена, а під фігурою імператора розмістили алегорії Закону, Миру, Просвіти та Праці за проєктом Рунеберга.

## Встановлення (1894)

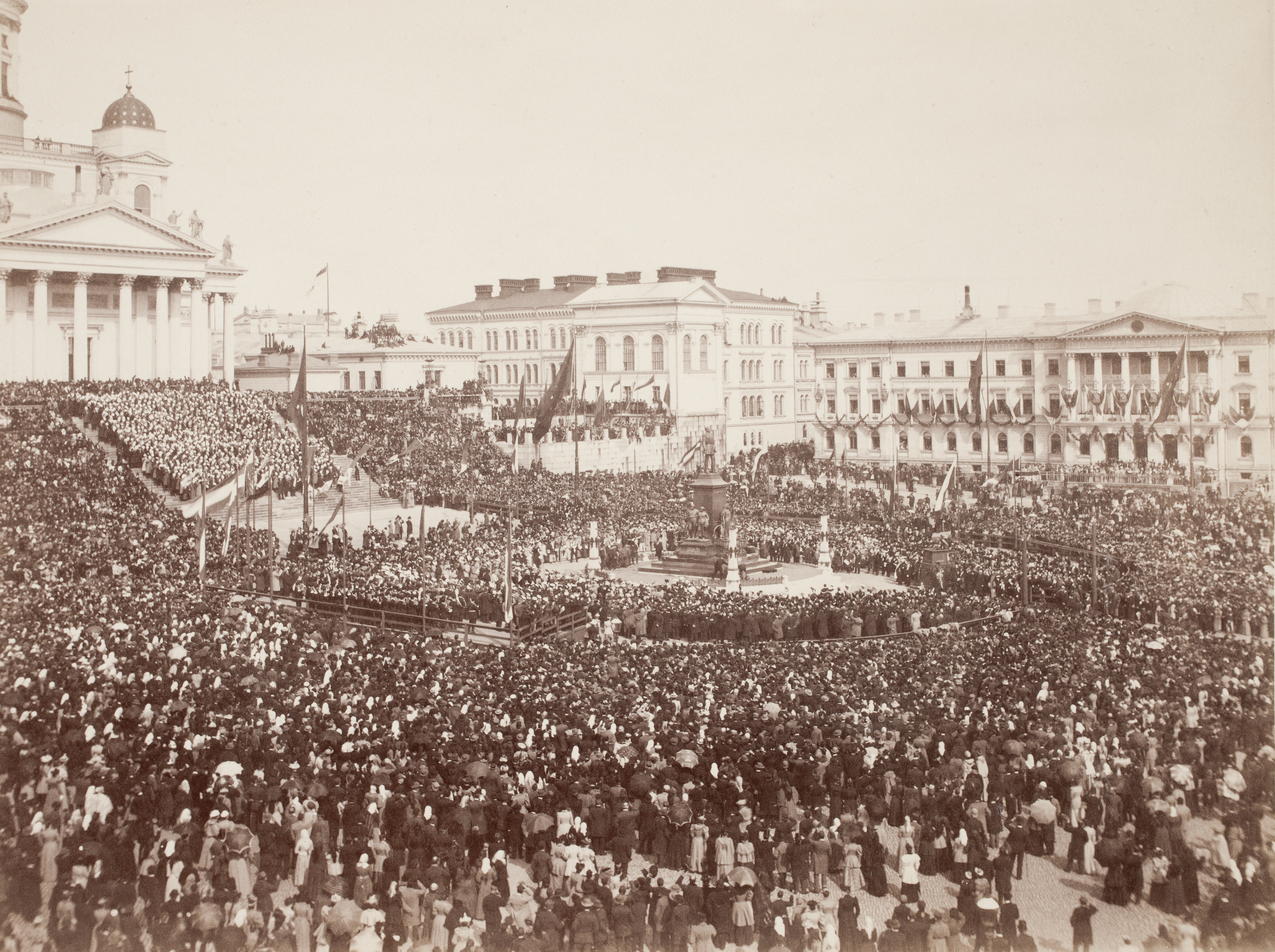
Церемонія відкриття пам'ятника (29 квітня 1894)

Бронзову статую, вилиту у Франції, встановили на Сенатській площі в Гельсінкі 29 квітня 1894 року. Цей день став державним святом у всій Фінляндії. В заході взяли участь 30 тисяч осіб, зокрема представники від міст і сіл Фінляндії.

## Подальші події

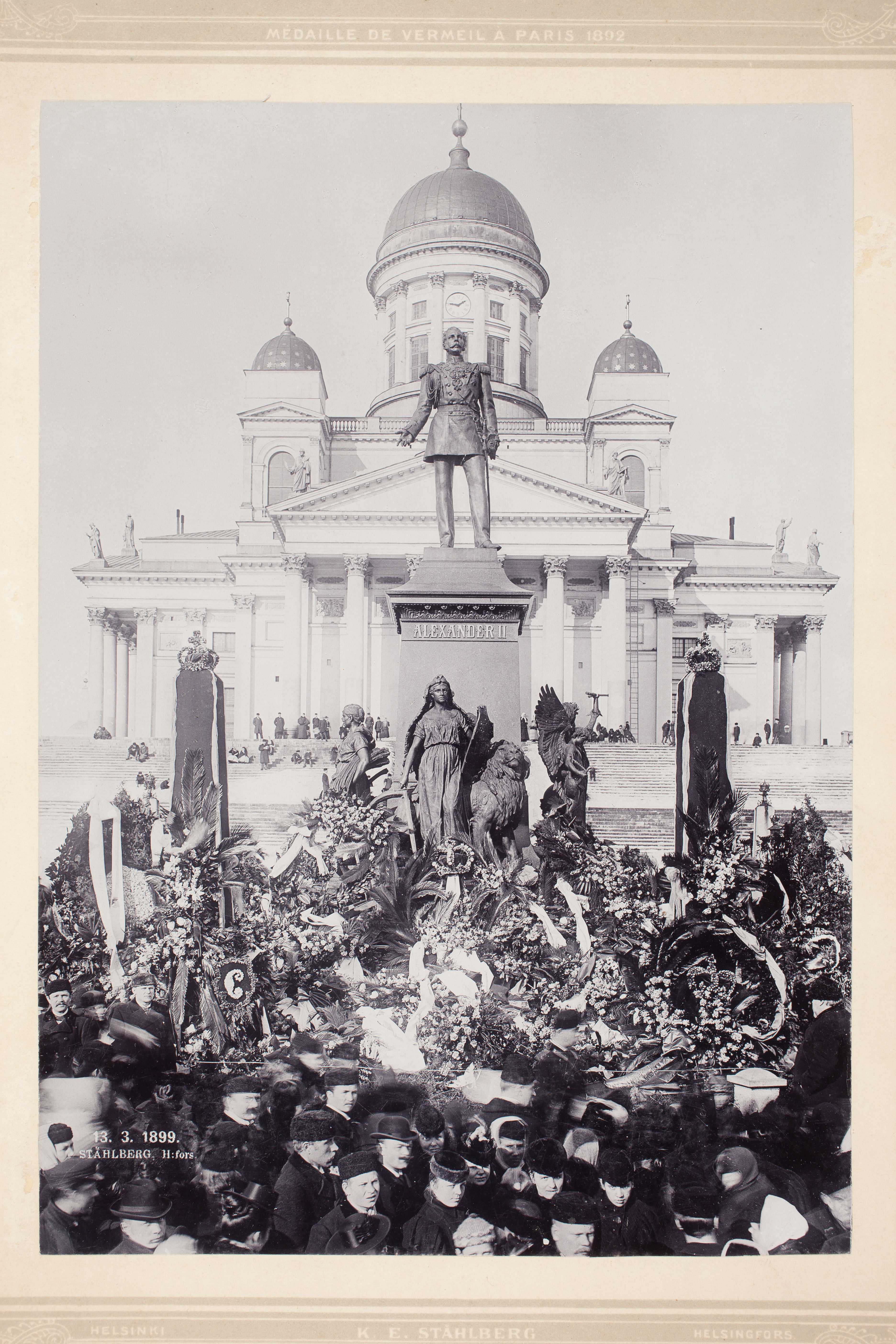
Квіти біля пам'ятника Олександрові II під час акції протесту проти Лютневого маніфесту Миколи II. 13 березня 1899

16 лютого 1899 року імператор Микола II, онук Олександра II, видав так званий Лютневий маніфест, відповідно до якого російський монарх мав право видавати свої обов'язкові до оприлюднення у Фінляндії маніфести без погодження з парламентом та урядом Фінляндії. Цей маніфест істотно обмежував конституційні права вищих органів влади Великого князівства Фінляндського. Уже 13 березня 1899 року під час покладання квітів до пам'ятника Олександрові II в Гельсінкі відбулася акція протесту проти такого рішення Миколи II. Пізніше біля цього ж пам'ятника відбувалися акції протесту проти зросійщення Фінляндії.

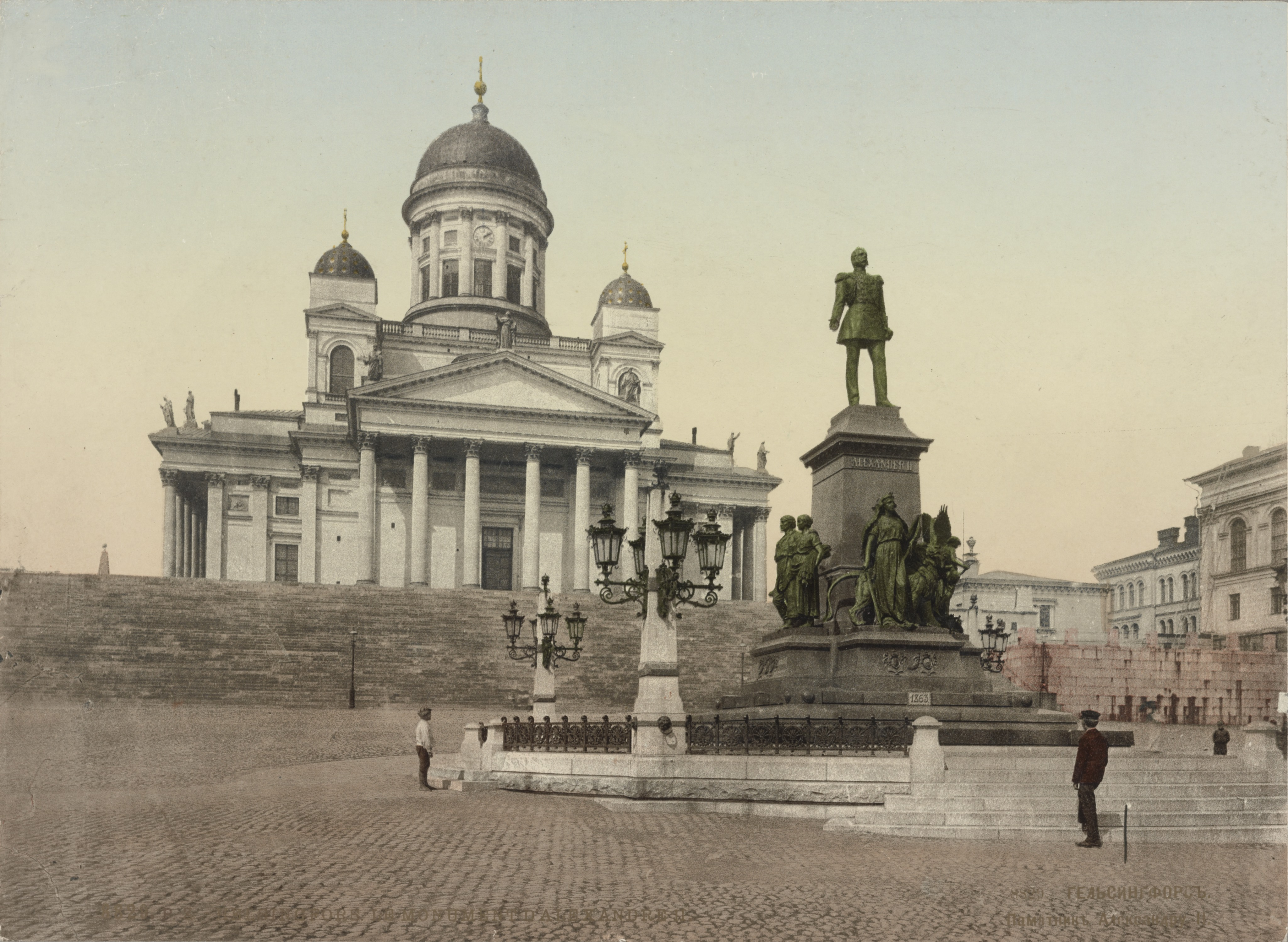
Розфарбована фотографія, оригінал якої зроблено між 1890 і 1905 роками
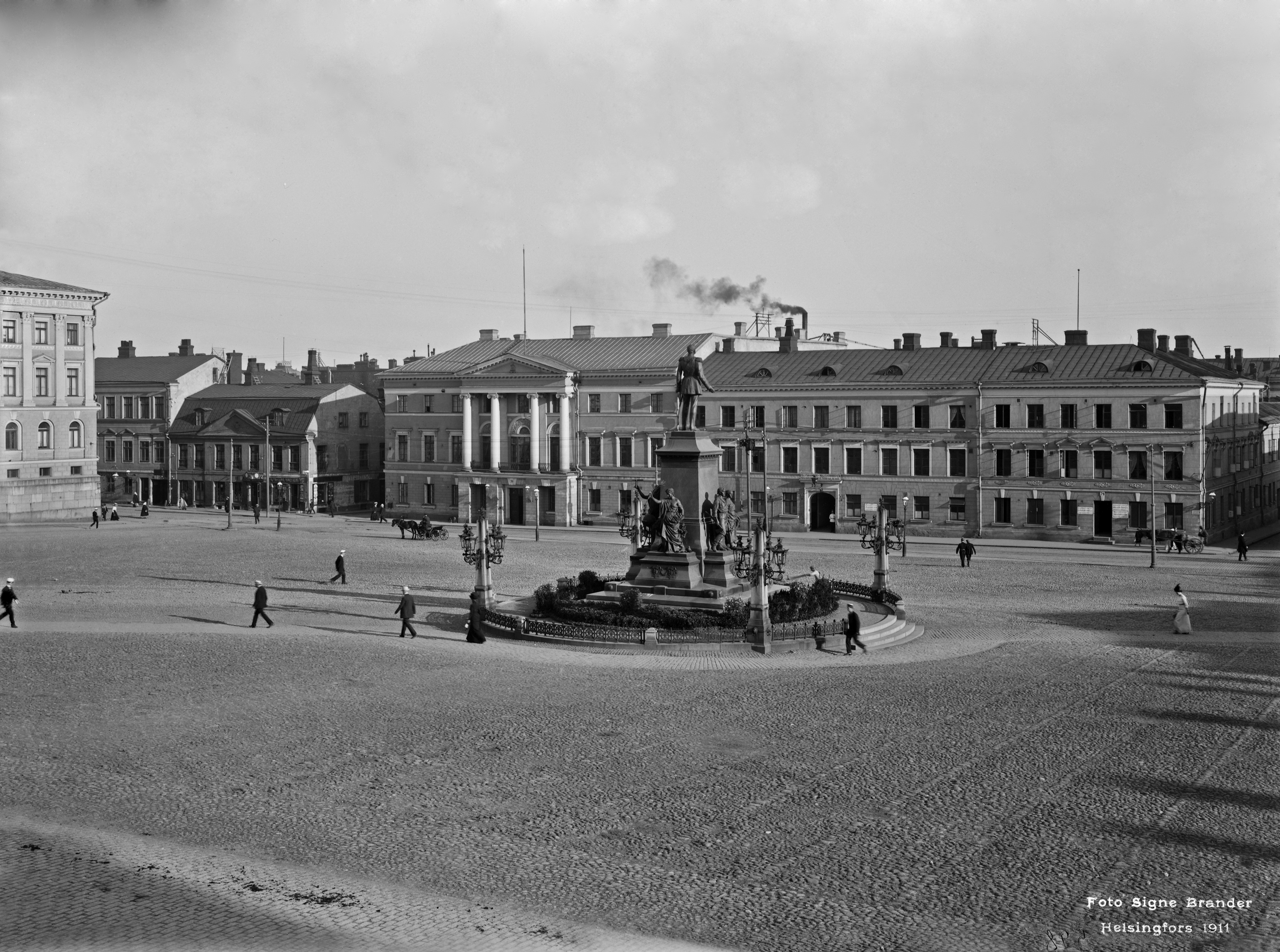
Сенатська площа в Гельсінкі, 1911

Після Лютневої революції та зречення Миколи II у 1917 році в Гельсінкі були спроби знести пам'ятник Олександрові II. Проте вони були зупинені без застосування сили та кровопролиття. Біля пам'ятника встановили охорону. Після проголошення незалежности Фінляндії (6 грудня 1917) влітку 1918 року в газеті «Uusi Suomi» було оприлюднено пропозицію про знесення пам'ятника. Однак тема не була розвинута далі, і пам'ятник стоїть на Сенатській площі Гельсінкі дотепер.
У січні 1931 року діячі крайньоправого Лапуаського руху погрожували знести пам'ятник російському імператору. Ініціатива була пов'язана зі спробами лідерів націоналістичної організації маніпулювати президентськими виборами шляхом розпалювання ксенофобії, але викликала широкий опір громадськості. У пресі залунав голос здорового глузду: демократичні та ліберальні кола пояснювали, що заради послідовності слід прибрати пам'ятник королю Ґустафу III із середмістя Вааси, а замок і собор у Турку зруйнувати як нагадування про добу шведського панування.
Під час Другої світової війни міністерство культури та особисто маршал Карл Ґустаф Еміль Маннергейм виступили єдиним фронтом проти демонтажу чи будь-яких змім, пов'язаних із пам'ятником Олександру II.

## Опис

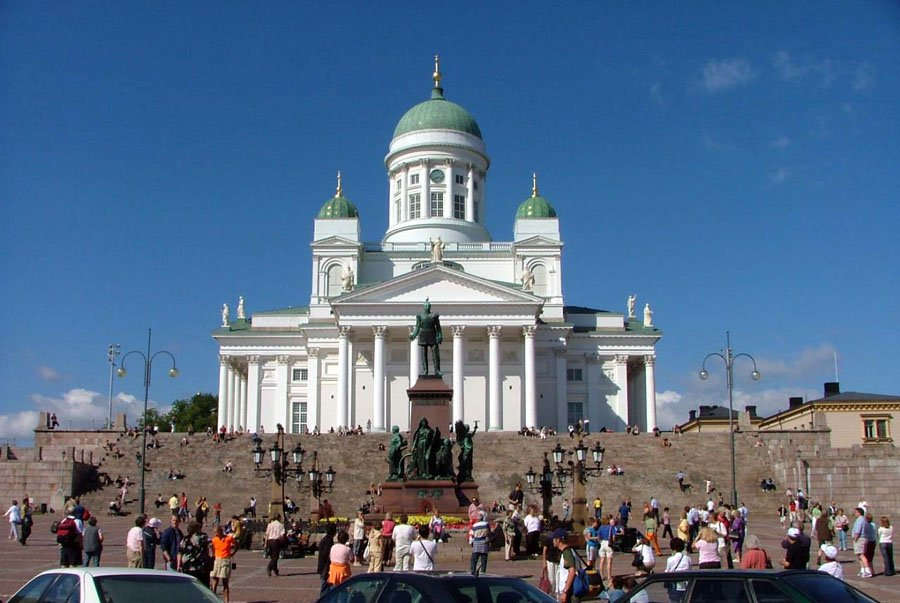
Сенатська площа в Гельсінкі: пам'ятник Олександрові II (передній план, в центрі) та Катедральний собор святого Миколая (позаду)

Пам'ятник Олександрові II є центральним елементом Сенатської площі в Гельсінкі. Він розміщений в центрі площі. Позаду споруди знаходиться Собор святого Миколая.
Висота пам'ятника — 10,67 м.
У центрі пам'ятника зображений імператор Олександр II, що стоїть на постаменті. Монарх зображений під час промови з нагоди урочистого відкриття фінського парламенту 6 вересня 1863 року. Імператор одягнений в офіцерський мундир гвардії Фінляндії. Під імператором, біля постаменту зображені статуї чотирьох алегорій — Закону (Lex), Миру (Pax), Просвіти (Lux) та Праці (Labor).

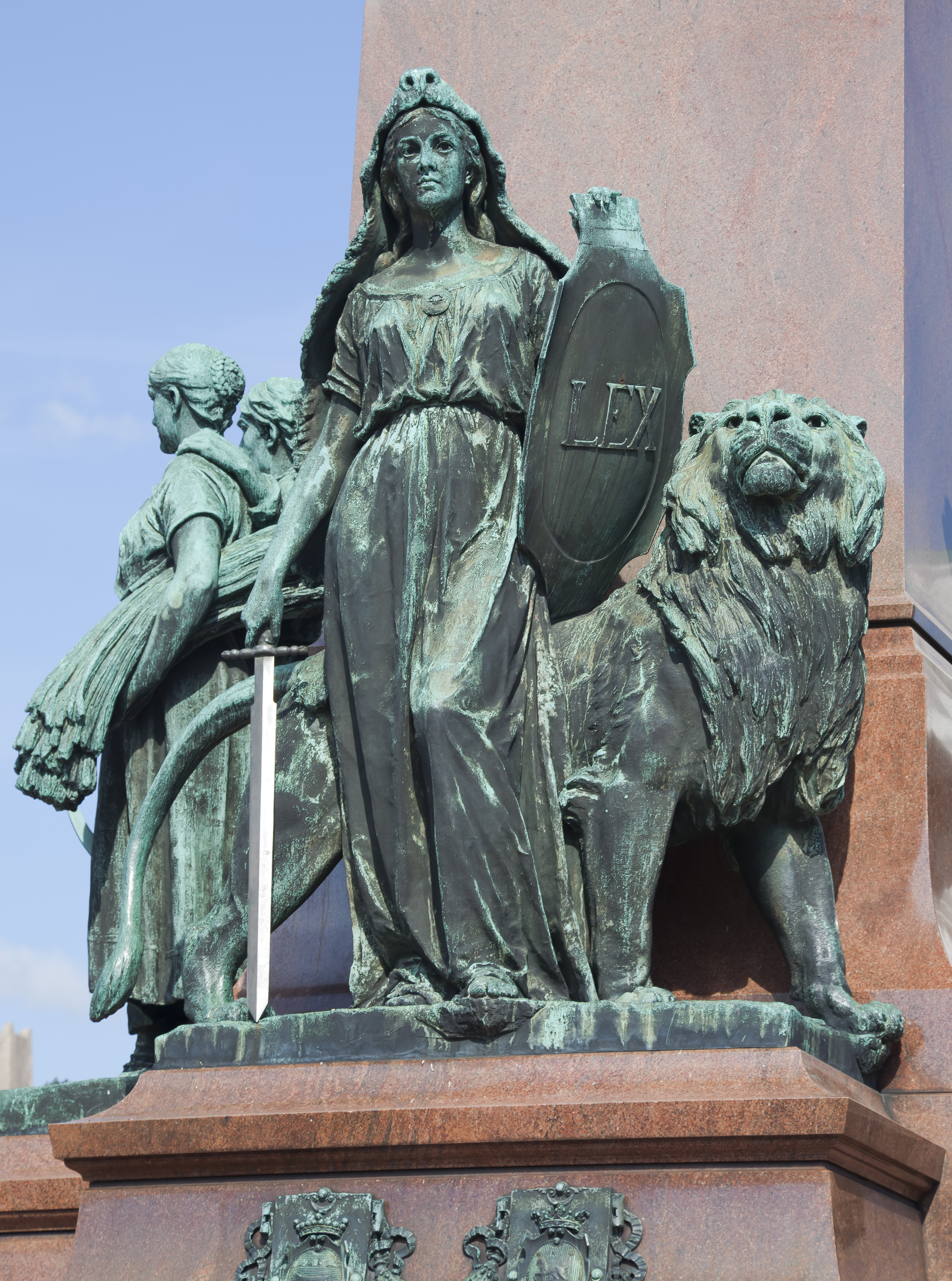
Закон (Lex)
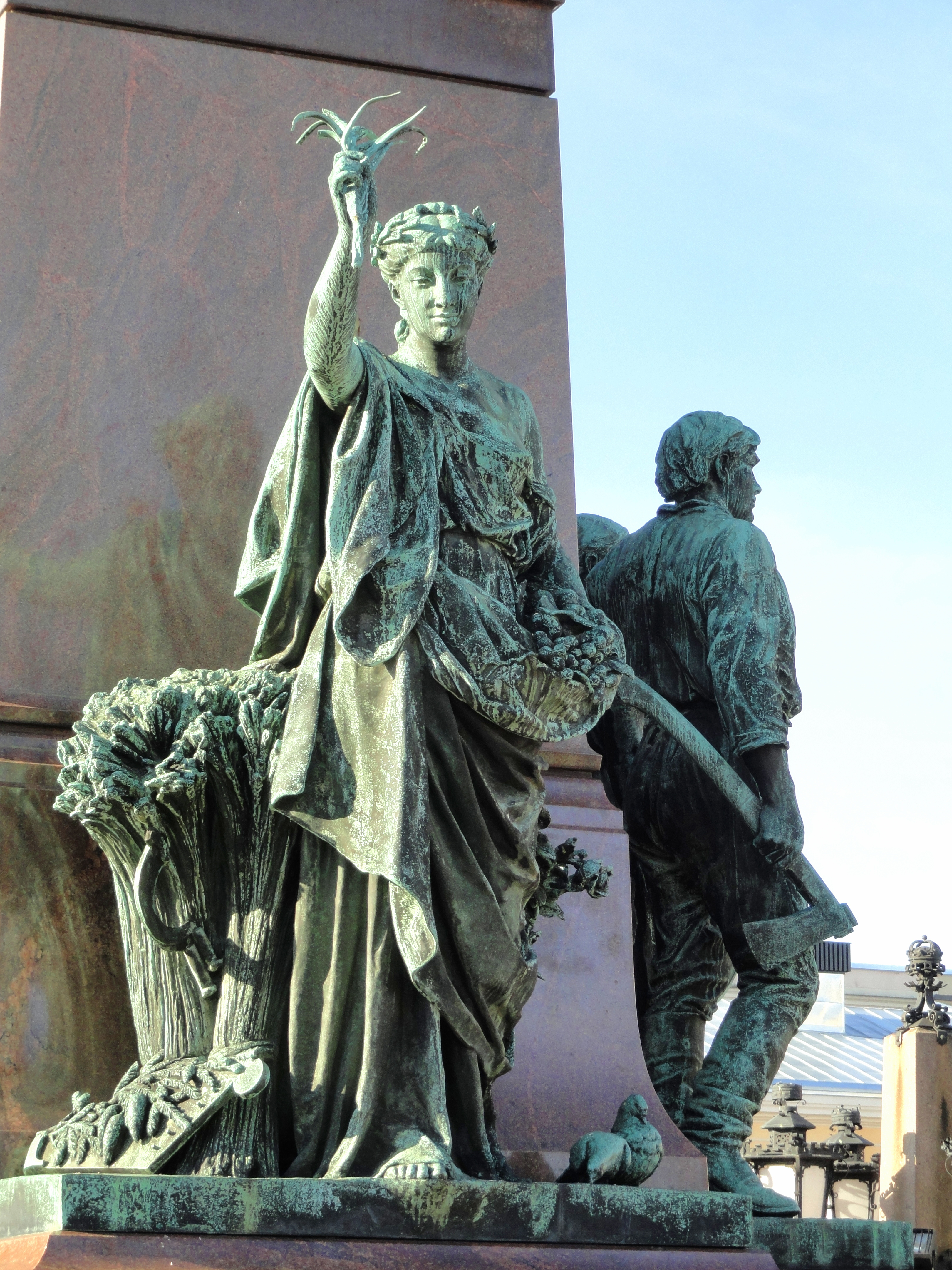
Мир (Pax)
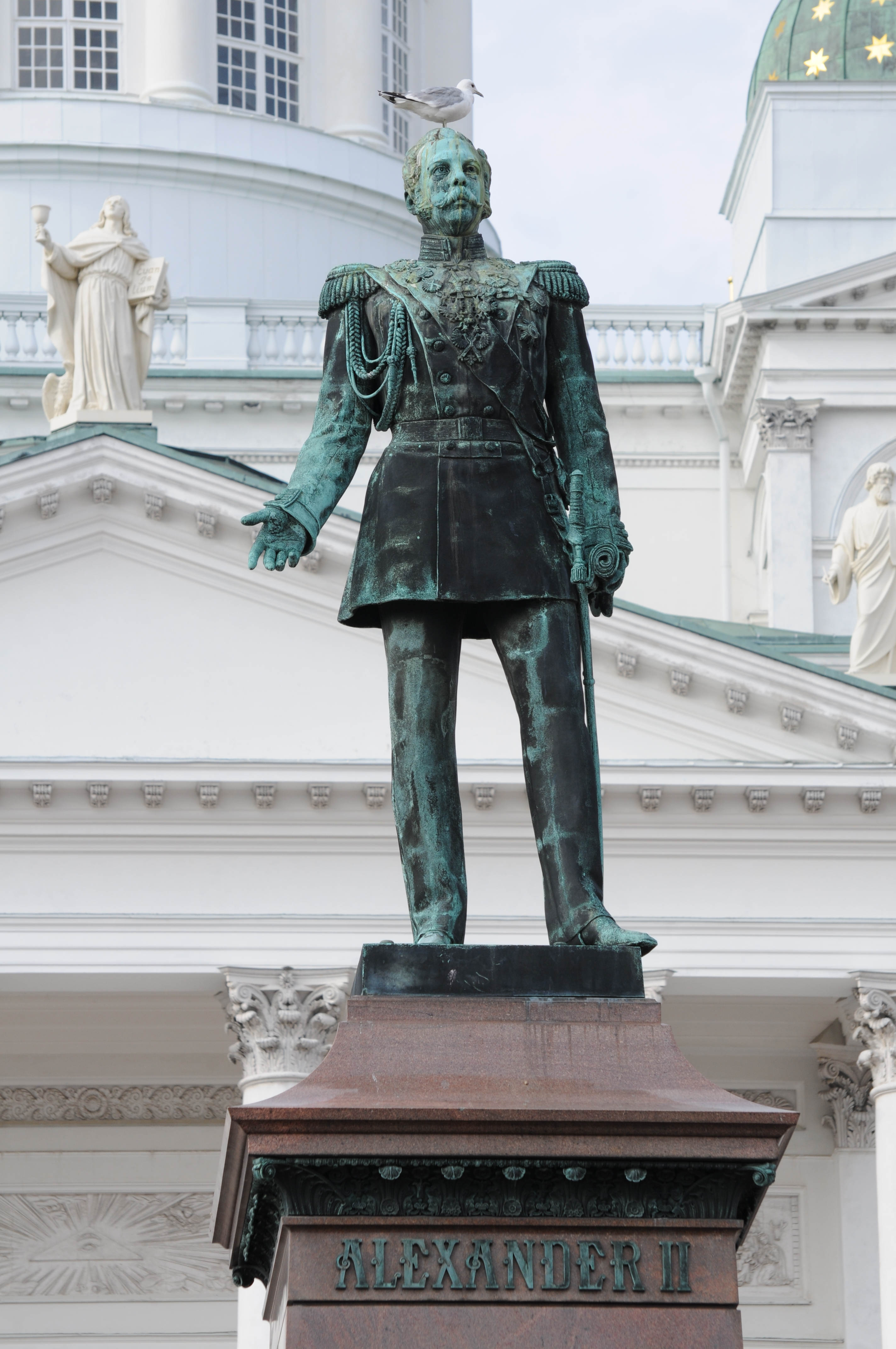
Фігура Олександра II
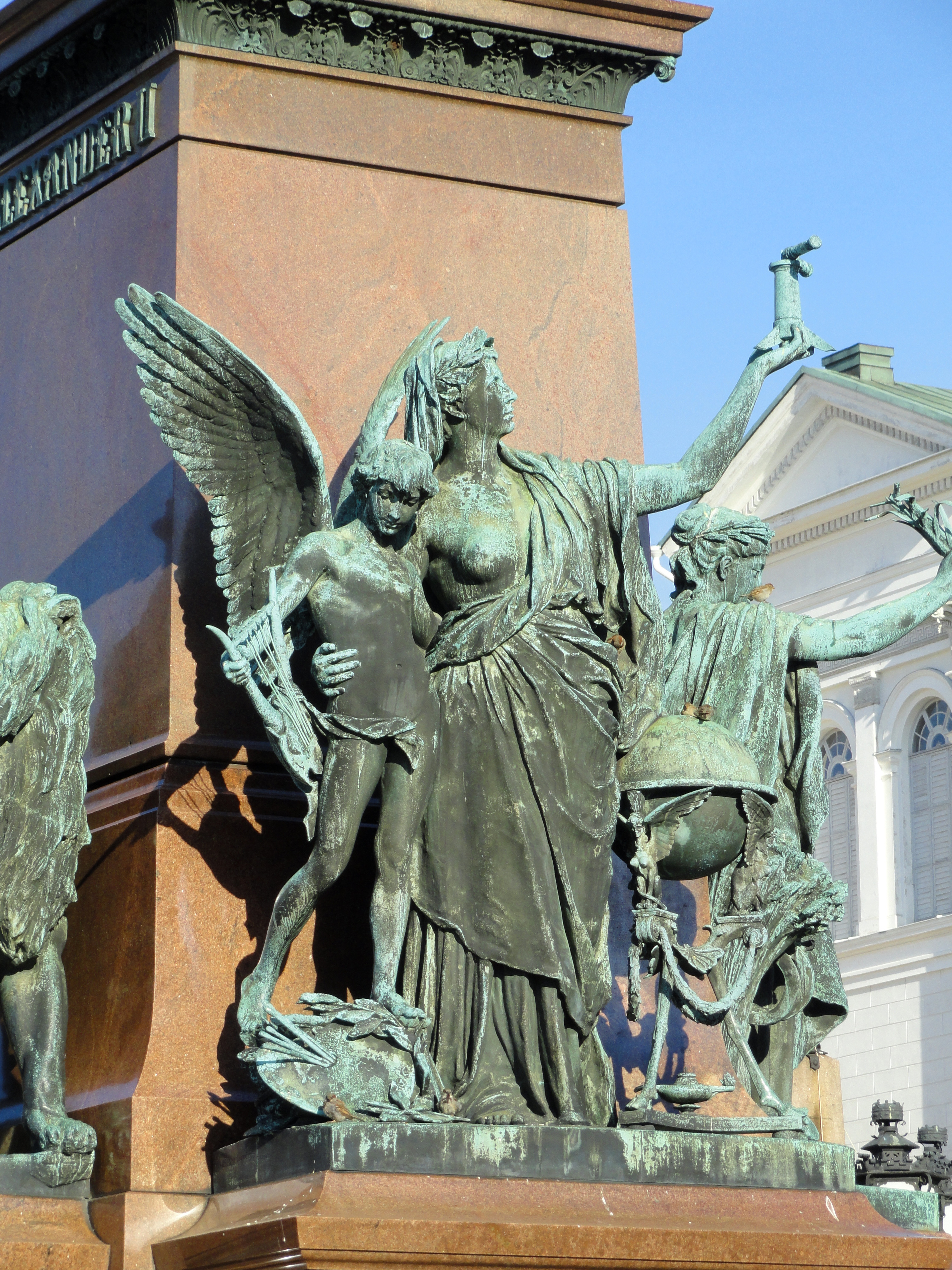
Просвіта (Lux)
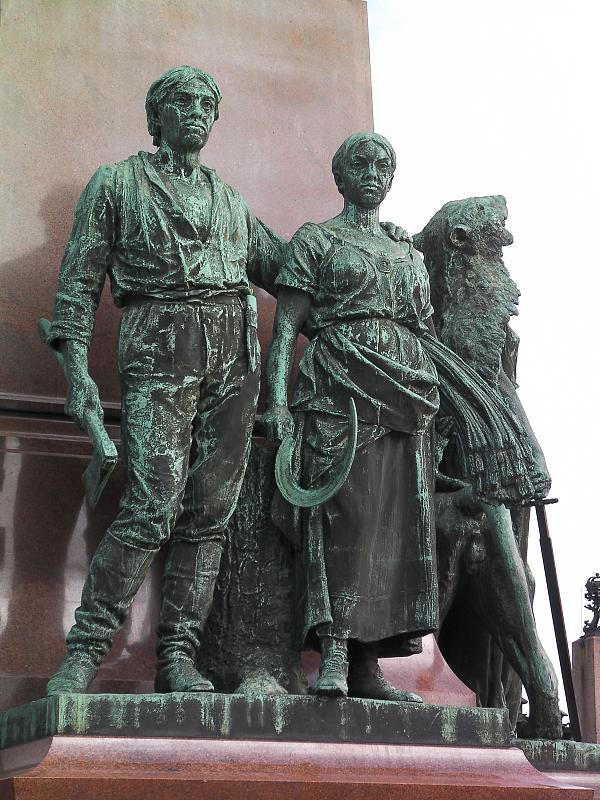
Праця (Labor)